# ピャンセ
ピャンセ（ロシア語: Пянсе、朝鮮語: 퍈세）はロシアで食されている朝鮮式のダンプリングである。朝鮮饅頭とも呼ばれる。

## 概説

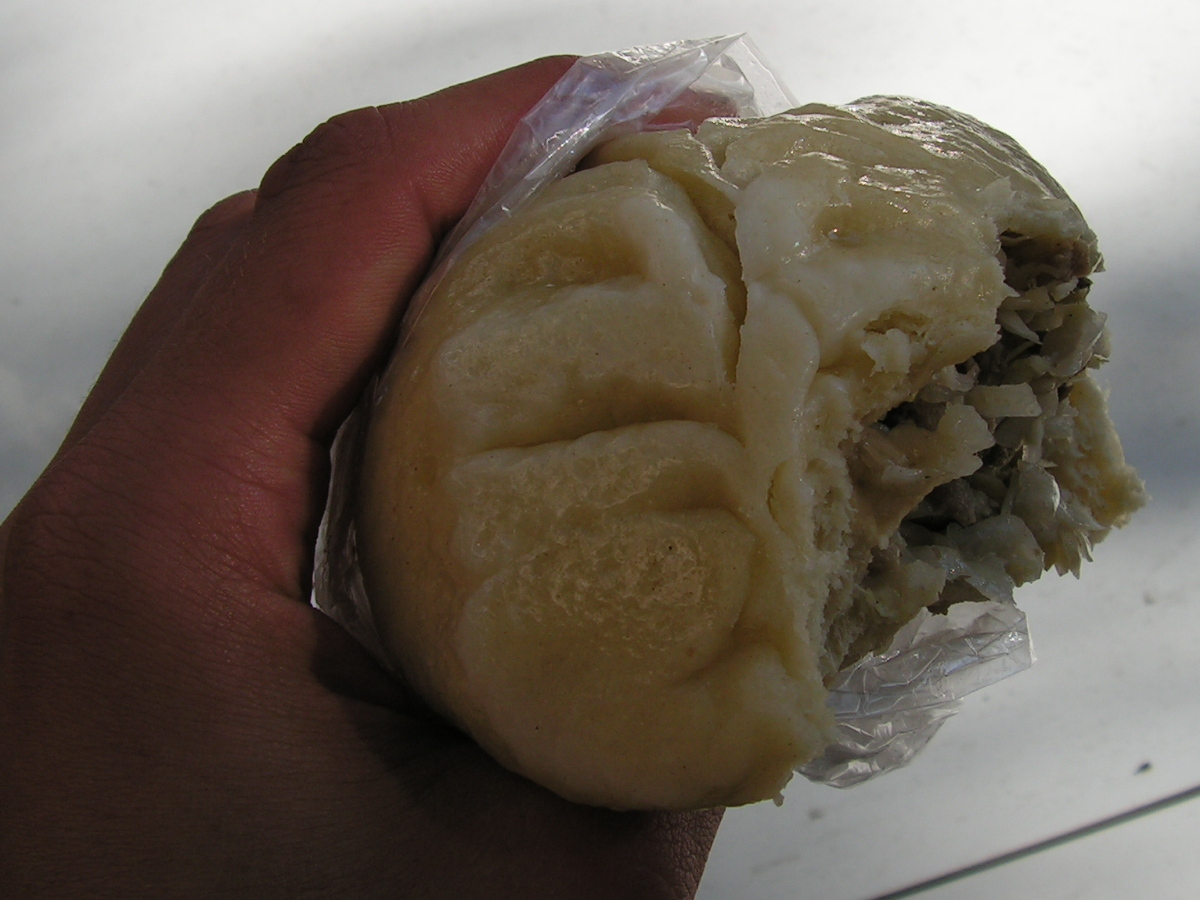
ピャンセ

朝鮮系住民が多いサハリン州のホルムスクで1980年代に生まれた料理であり、ワンマンドゥ（왕만두、王饅頭）がルーツと言われる。形状や製法は包子と類似している。餡の具材は豚肉、キャベツ、タマネギなどが用いられることが多い。極東ロシア各地では屋台で売られているほか、モスクワなどにはチェーン店も存在する。